# Jack Andraka
Jack Andraka, né le 8 janvier 1997 à Crownsville, Maryland, est un scientifique américain devenu célèbre grâce à sa réputation d'avoir développé, à l'âge de 15 ans, une nouvelle méthode très peu coûteuse et très rapide pour détecter le cancer du pancréas. Il a reçu le grand prix Intel Science Fair en 2012. Andraka a aussi reçu le prix Gordon E. Moore pour ses travaux.

## Biographie
Andraka, né le 8 janvier 1997, a gagné ces différents prix alors qu'il n'est qu'un adolescent au collège North County High School dans le Maryland, États-Unis. Pour un projet d'école, il a mis au point un nouveau test pour détecter le cancer du pancréas, 168 fois plus rapide et 1 000 fois moins cher que ceux qui existent actuellement. Il y est parvenu lors du cours de biologie au lycée, en « traînant sur Internet ». En lisant deux articles scientifiques librement accessibles sur Internet, portant sur des molécules différentes utilisées pour détecter le cancer, il a l’idée de les combiner. Il envoie son projet à 200 professeurs, reçoit « 199 refus ». Jusqu'à ce que l’un d’eux, le Dr Anirban Maitra, professeur d'oncologie et d'ingénierie biomoléculaire à la prestigieuse université Johns-Hopkins, à Baltimore, lui donne sa chance. Il annonce que le test est 400 fois plus sensible que les tests actuels et qu'il est aussi efficace pour le cancer des ovaires et du poumon.
Il a l'idée du projet à la mort d'un proche de la famille, qu'il considère comme son oncle, qui décède d'un cancer du pancréas. Il s'intéresse alors aux différentes manières d'empêcher la maladie de progresser, notamment avant que les cellules cancéreuses ne se multiplient.
Selon Intel, la méthode utilise les niveaux de mésothéline, un biomarqueur du cancer du pancréas, dans le sang et l'urine. Son travail a donné des résultats probants avec plus de 90 % de détection de la mésothéline. Le jaugeur coûte 3 cents et il faut 5 minutes pour connaître le résultat.
Le Dr Anirban Maitra, un professeur au département de pathologie de l'université Johns-Hopkins, donna à Andraka l'usage de son laboratoire pour développer son invention.

## Scepticisme
Dans un billet du 8 janvier 2014, Matthew Herper, de la direction du magazine Forbes, explique pourquoi il n'a pas mis Jack Andraka sur la liste des « trente moins de trente ans ». Il dit que selon des experts à qui il a soumis le projet d'article qu'Andraka a accepté de communiquer, les résultats obtenus par Andraka sont mal établis et certainement inférieurs à ce qui a été proclamé dans la presse. Ces experts n'excluent pas que le procédé de détection mis au point par Andraka puisse être estimé digne d'être publié dans une revue scientifique à comité de lecture, mais ils pensent que la science n'en sera guère changée et que ce sera tout au plus un petit pas vers une amélioration du dépistage du cancer. Dans un courriel adressé à Herper, Andraka a d'ailleurs reconnu qu'on a exagéré l'efficacité de son procédé. Herper fait en outre observer que, même si le procédé d'Andraka détecte efficacement la mésothéline, la mésothéline n'est pas le meilleur marqueur dans le dépistage du cancer du pancréas. À cela s'ajoute que les médecins ont perdu de leur foi dans les vertus de la détection précoce du cancer. Enfin, Herper déplore que la presse ait si facilement fait écho aux affirmations d'Andraka alors qu'elles n'avaient pas été légitimées par un examen critique.
En 2019, dans un article publié sur le site Stat (en), Matthew Herper déplore de nouveau qu'on ait cru si facilement que le travail d'Andraka révolutionnait le traitement du cancer.

## Vie privée
Jack Andraka est ouvertement homosexuel depuis l'âge de 13 ans,,.